# Jean-Pierre Raffarin
« Raffarin » redirige ici. Pour le secrétaire d'État sous la IVe République, voir Jean Raffarin.
Jean-Pierre Raffarin, né le 3 août 1948 à Poitiers (Vienne), est un homme d'État français, Premier ministre de 2002 à 2005.
Il est président du conseil régional de Poitou-Charentes de 1988 à 2002 et ministre des Petites et moyennes entreprises, du Commerce et de l'Artisanat dans les gouvernements d'Alain Juppé, entre 1995 et 1997.
Député européen, puis sénateur, il est nommé Premier ministre par le président Jacques Chirac après l'élection présidentielle de 2002. À Matignon, il mène une politique de réformes et favorise notamment la décentralisation. Souffrant d'une importante impopularité, il démissionne après le référendum sur le traité établissant une constitution pour l'Europe de 2005.
Cadre historique de l'Union pour un mouvement populaire (UMP), il assure l'intérim à la tête du parti pendant quelques mois en 2014. Candidat par deux fois (en 2008 et en 2014) à la primaire interne à l'UMP pour la présidence du Sénat, il est battu par Gérard Larcher. Il démissionne de son mandat de sénateur en 2017, et est, depuis 2018, représentant spécial du gouvernement français en Chine.

## Situation personnelle

### Origines et famille
Fils de Jean Raffarin, propriétaire-exploitant agricole dans le Mirebalais, puis homme d'affaires qui fut le secrétaire d'État à l'Agriculture du Gouvernement Pierre Mendès France de 1954 à 1955, et de Renée Michaud (1917-2014), Jean-Pierre Raffarin a deux sœurs et un frère.
Le 29 juin 1980, il épouse Anne-Marie Perrier, née en 1952 à Chamalières, avec laquelle il a une fille : Fleur, responsable des ressources humaines chez Cartier.

### Études et formation
Après avoir fait ses études secondaires au lycée Henri-IV de Poitiers puis fréquenté la faculté de droit de Poitiers, il se rend à Paris pour étudier le droit à l'université Paris II Panthéon-Assas. Il entre ensuite à l'ESCP, dont il sort diplômé en 1972, dans la même promotion que Michel Barnier. Durant ses études, il fait un stage d'un an à la savonnerie Fébor, dans le département de l'Eure à Bernay. Lorsqu'il est étudiant à l'ESCP, Jean-Pierre Raffarin crée l'association Tribunes ESCP.

### Cadre dans le secteur privé
Contrairement à de nombreux hommes politiques de son époque, Jean-Pierre Raffarin effectue une carrière dans le secteur privé. Entre 1973 et 1976, il siège au sein de la direction marketing des cafés Jacques Vabre, avant d'être le directeur général de Bernard Krief Communication de 1981 à 1988, puis d'être délégué général de l'Institut Euro-92 entre 1988 et 1989.
En 1978, après la démission de son père, il devient président de la société anonyme de crédit immobilier rural de la Vienne, structure fondée en 1956 par Jean Raffarin, puis affiliée au Crédit immobilier de France. Il fait fructifier cet héritage tout au long des années 1980, et devient, de fusion en fusion avec d'autres sociétés de crédit immobilier, président du Crédit immobilier de Poitou-Charentes, puis du Crédit immobilier de France Centre-Ouest.
Conseiller technique de Lionel Stoléru, secrétaire d'État chargé des travailleurs manuels et immigrés, de 1976 à 1981, il est également maître de conférences à l'Institut d'études politiques de Paris de 1979 à 1988.
Après avoir annoncé son retrait définitif de la vie politique, à l'été 2017, Jean-Pierre Raffarin devient en janvier 2018 administrateur indépendant de la filiale chinoise du groupe Plastic Omnium,.

## Parcours politique

### Débuts chez les centristes
Jean-Pierre Raffarin est membre des jeunes giscardiens et secrétaire général de Génération sociale et libérale (GSL), qui se fond dans le Parti républicain en 1977. En 1976, « poussé par Giscard », il visite la Chine. De ce périple, naît « un ouvrage collectif émerveillé », La vie en jaune (1977).
Il est successivement animateur, délégué national, secrétaire national adjoint et membre du bureau politique (1977), puis secrétaire national chargé des élus locaux de ce parti (1989-1995).
Il est ensuite secrétaire général adjoint et porte-parole (1993-1995), puis secrétaire général de l'Union pour la démocratie française (UDF).
Cofondateur du Parti populaire pour la démocratie française (PPDF), il en est le délégué général adjoint de 1995 à 1997. Membre du bureau politique de l'UDF (1996), il prend part à la création de Démocratie libérale, dont il est membre du bureau politique (1997), puis vice-président jusqu'à la fusion avec l'UMP en 2002.

### Conseiller municipal de Poitiers
Au niveau local, il est conseiller municipal d'opposition de Poitiers de 1978 à 1995, conseiller régional de la région Poitou-Charentes en 1986, puis président du conseil régional de 1988 à 2002, où il succède à Louis Fruchard, son mentor. En 1995, il quitte le conseil municipal de Poitiers pour devenir, jusqu'en 2001, adjoint au maire de Chasseneuil-du-Poitou. Il est ensuite vice-président UMP du conseil régional de Poitou-Charentes de 2002 à 2004.

### Du Parlement européen au Sénat
Le 15 juin 1989, Jean-Pierre Raffarin est élu député européen sur la liste UDF-RPR. Il siège au Parlement européen jusqu'en 1995.
Le 17 mai 1995, il est nommé ministre des Petites et Moyennes entreprises, du Commerce et de l'Artisanat dans le gouvernement Alain Juppé (1), poste qu'il conservera en novembre dans le gouvernement Alain Juppé (2). En septembre 1995, il est élu sénateur de la Vienne, mais n'exerce pas ce mandat pour rester au gouvernement. Jean-Pierre Raffarin se fait surtout connaître à cette époque pour son action en faveur de la protection des artisans boulangers et pour la loi qui porte son nom du 5 juillet 1996 qui renforce la réglementation concernant la grande distribution prévue par la loi Royer de 1973 en abaissant à 300 m2 le seuil de la surface au-delà duquel une autorisation administrative d’implantation de surfaces commerciales est nécessaire.
Après la défaite de la droite aux législatives de 1997, il lance le club « Giscardisme et modernité », cultivant un positionnement qui fait alors de lui l'un des rares giscardiens « chiraco-compatibles ». Plus tard, en juin 1998, il crée avec Dominique Perben, Jacques Barrot et Michel Barnier l'association « Dialogue & Initiatives » dont le but est de rassembler la droite et le centre et de proposer un « contrat d'alternance » pour 2002[réf. nécessaire].
Réélu sénateur en septembre 1997 lors d'une élection partielle provoquée par la démission de son suppléant Guy Robert, il le reste jusqu'au 6 mai 2002, démissionnant pour rejoindre Matignon. Il sera réélu au Sénat le 26 septembre 2004, alors qu'il est chef du gouvernement.

### Premier ministre sous la présidence Chirac

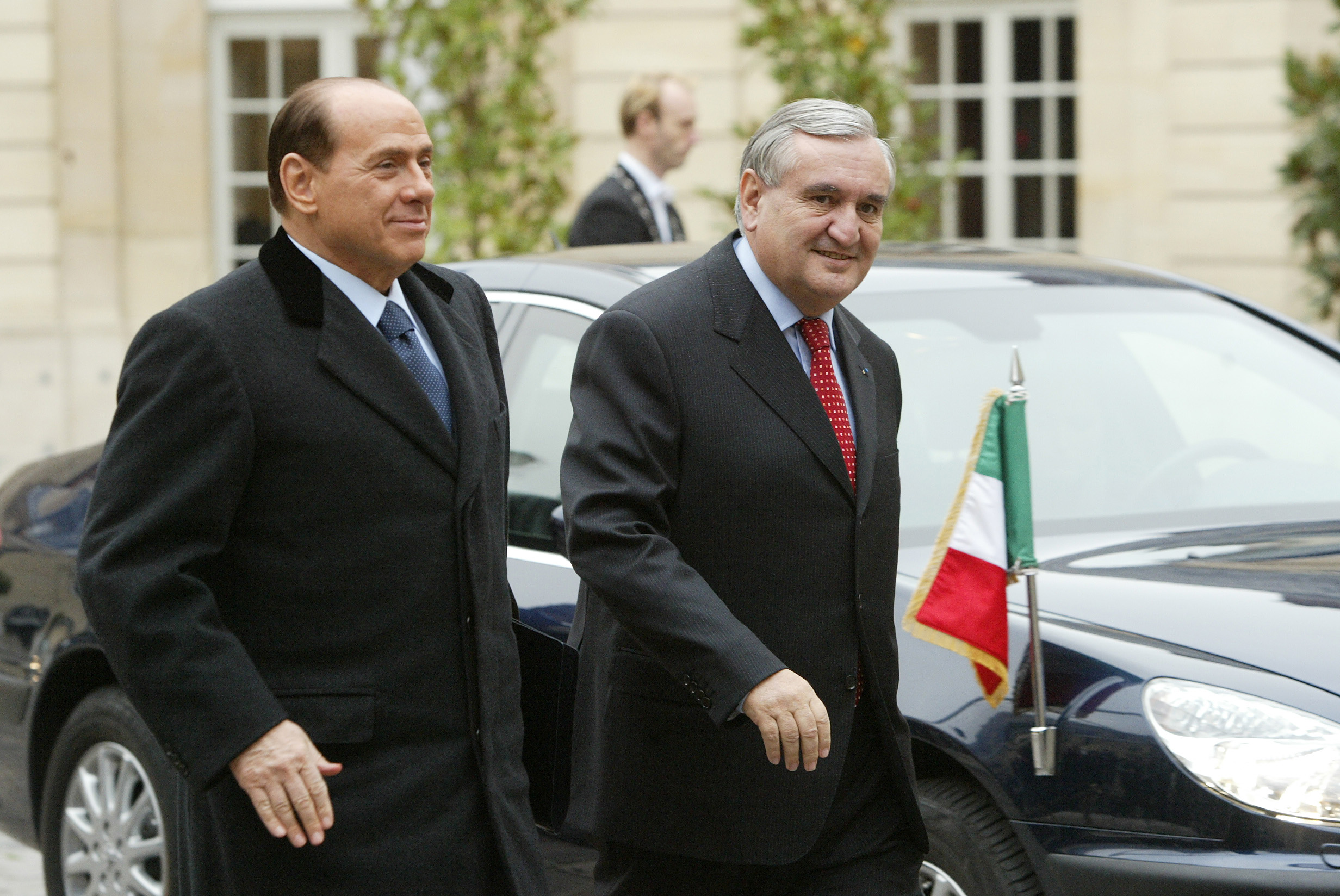
Jean-Pierre Raffarin et son homologue italien, Silvio Berlusconi, le 4 décembre 2003.

À la suite de la réélection du président Jacques Chirac, il est nommé Premier ministre le 6 mai 2002. Il est choisi pour son expérience d'élu local de province, censément consensuel et proche du terrain et des préoccupations des Français ordinaires (« la France d'en bas », comme le veut une expression qu'il répète). Il doit cependant se faire un nom, de nombreux électeurs n'ayant jamais entendu parler de lui jusque-là.
Jean-Pierre Raffarin est chef de trois gouvernements successifs du 6 mai 2002 au 31 mai 2005 :
- Jean-Pierre Raffarin I, du 7 mai au 17 juin 2002 ;
- Jean-Pierre Raffarin II, du 17 juin 2002 au 31 mars 2004 ;
- Jean-Pierre Raffarin III, du 31 mars 2004 au 31 mai 2005.

Il commence par gouverner par décrets, avant d'obtenir une large majorité pour le soutenir lors des élections législatives (363 députés UMP sur 577). Sa ligne de conduite politique, marquée d'un style personnel en matière de communication, s'attache aux réformes avec une certaine fermeté, tout en poursuivant la politique de baisse d'impôts de ses prédécesseurs. Ses adversaires estiment qu'une conséquence de cette politique de baisse d'impôts sans diminution des dépenses de l'État est l'augmentation de la dette française. Cette « indiscipline budgétaire » se traduit par un taux de déficit annuel en dehors des critères de Maastricht.
En 2003, il conduit la réforme des retraites, celle de la décentralisation et de l'assurance maladie, en dépit de plusieurs grèves et manifestations. Nicolas Sarkozy, alors ministre de l'Intérieur, lui fait de l'ombre et l'importance prise par celui-ci, comme le grand investissement du président de la République dans les affaires de l'État, réduisent son champ d'action. L'importante baisse de sa popularité, notamment à la suite de l’importante défaite de la majorité aux élections régionales de 2004 (sa région, comme toutes les autres à l'exception de l'Alsace et de la Corse, passe à gauche), l'affaiblissent durablement. Un remaniement ministériel dans ce sens a lieu, offrant à Nicolas Sarkozy le ministère des Finances et à Jean-Louis Borloo le ministère des Affaires sociales. Jean-Pierre Raffarin est alors écartelé entre la politique de ce dernier (en particulier sa politique de construction de HLM et de développement des emplois aidés) soutenue par Jacques Chirac et sa volonté « en bon père de famille », avant que ce dernier ne quitte le gouvernement pour prendre la présidence de l'UMP.
Au rang des principaux textes législatifs qu'il a fait adopter, la loi relative à l'application du principe de laïcité à l'école l'a été en 2004. Il met également en place la journée de solidarité envers les personnes âgées (annonce faite le 6 novembre 2003). Il fait autoriser la privatisation des autoroutes : du sud de la France (2002), du nord et de l'est de la France et Paris Rhin Rhône (2004), puis la vente des actions de l'État dans les sociétés concessionnaires (2005). Enfin, il fixe de nouvelles orientations dans le domaine de la lutte contre les dérives sectaires, notamment en demandant que « le recours à des listes de groupements [soit] évité au profit de l'utilisation de faisceaux de critères ».
Après l'épidémie de SRAS de 2002-2004, Jean-Pierre Raffarin rencontre le docteur Chen Zhu, un Shanghaien francophile qui a été formé à l'hôpital Saint-Louis, dans les services d’un proche de Jacques Chirac. En octobre 2004, lors d'un voyage à Pékin, Jacques Chirac scelle une alliance avec son homologue chinois et les deux pays décident de s’associer pour lutter contre les maladies infectieuses émergentes. Ce partenariat aboutira à la construction d'un laboratoire de type P4 à l'institut de virologie de Wuhan en dépit des réticences des experts français en guerre bactériologique de la SGDSN (secrétariat général à la Défense et à la Sécurité nationale) qui redoutent qu'un P4 puisse se transformer en arsenal biologique.
La victoire du « non » au référendum sur le projet de constitution européenne du 29 mai 2005, est fatale à Jean-Pierre Raffarin. L'échec de cette campagne l'amène à remettre sa démission de Premier ministre le 30 mai 2005 au président Chirac. Il est aussitôt remplacé par Dominique de Villepin.

### Figure de l'UMP et des Républicains

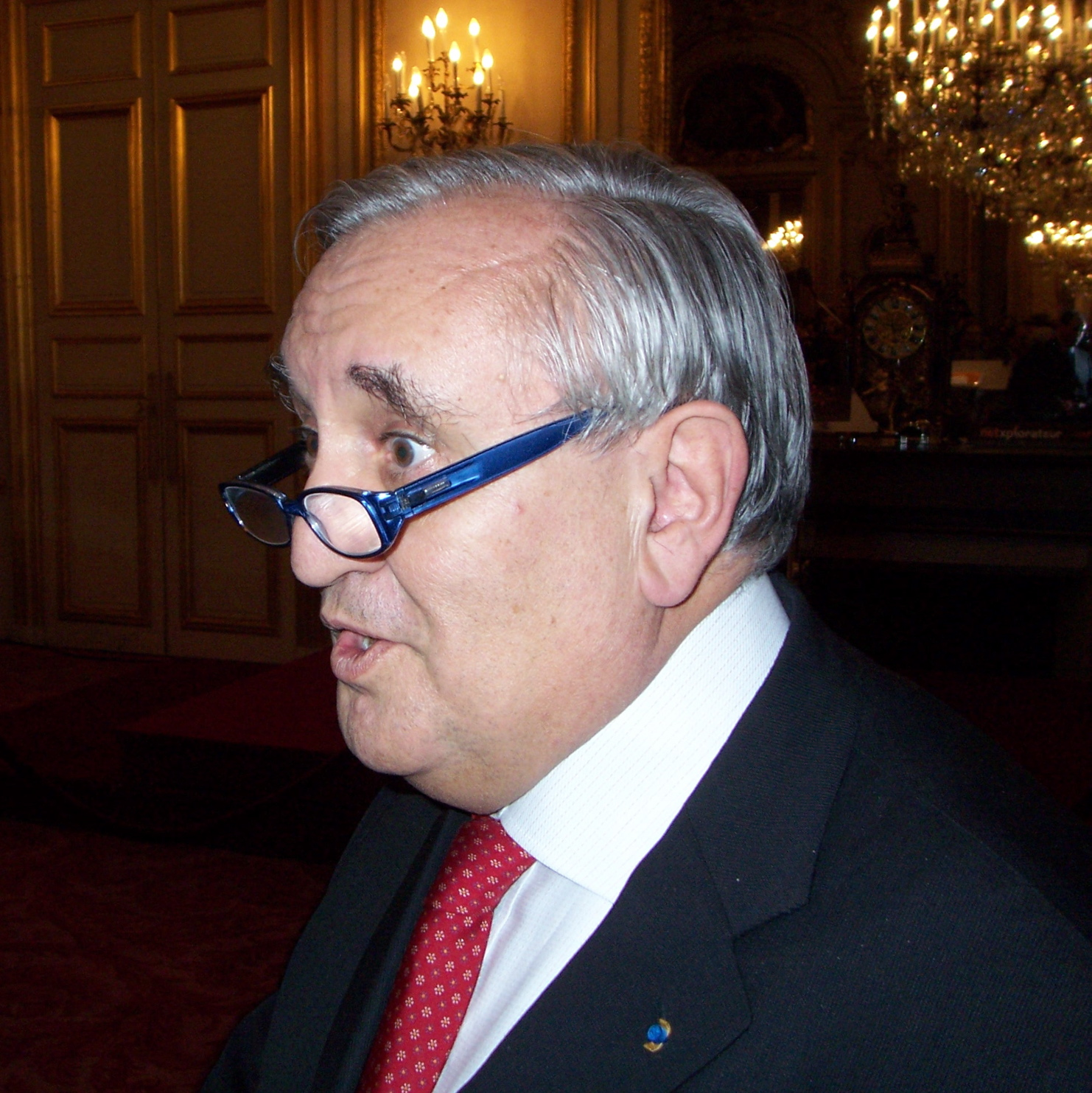
Jean-Pierre Raffarin dans les salons du Sénat, le 14 février 2008.

Une élection partielle, provoquée par la démission de son suppléant Claude Bertaud après son départ du gouvernement, lui permet d'être réélu sénateur au premier tour, le 18 septembre 2005, avec 57 % des voix des grands électeurs. Après cette réélection, Jean-Pierre Raffarin, président du club de réflexion politique « Dialogue & Initiative », se fait plus discret. Dans les premiers mois de 2006, le président Jacques Chirac le nomme président du comité d'organisation français pour célébrer le 400e anniversaire de la ville de Québec, lui confiant la mission de rassembler des initiatives françaises.
En tant que porte-parole de l'UMP, il s'investit dans la campagne des élections présidentielle et législatives de 2007, intervenant durant de nombreux meetings comme à la télévision. Après l'élection de Nicolas Sarkozy à la présidence de la République, la structure de l'UMP est profondément modifiée, notamment dans sa fonction institutionnelle ; Jean-Pierre Raffarin devient alors vice-président du parti. D'octobre 2009 à juillet 2012, il est le représentant personnel du président de la République pour la francophonie, fonction occupée précédemment par Christian Philip. En février 2010, il décline la proposition de Nicolas Sarkozy de devenir ambassadeur de France en Chine.
Le 24 septembre 2008, Jean-Pierre Raffarin, qui veut être désigné candidat à la présidence du Sénat pour le groupe UMP, est battu par Gérard Larcher, désigné par 78 voix contre 56 à l'ancien Premier ministre et 17 à Philippe Marini.
Il s'oppose avec 24 autres sénateurs UMP, fin 2009, à la suppression de la taxe professionnelle, refusant de voter le projet de loi « en l'état ». Le 17 avril 2013, il est désigné par ses pairs pour présider la mission sénatoriale relative à l'avenir de l'organisation décentralisée de la République ; son rapport, qui s'est fixé comme objectif de dégager des axes d'évolution consensuels de l'organisation décentralisée de la République à échéance 2020-2025, est adopté le 9 octobre 2013.
Avec Luc Chatel et Marc Laffineur, il lance, en septembre 2012, la motion « France moderne et humaniste » en vue du congrès de l'UMP de novembre 2012,, laquelle arrive en troisième du vote des militants (18,2 %). En janvier 2013, à la suite de l’accord entre Jean-François Copé (qu'il soutenait lors du congrès) et François Fillon qui a suivi la crise politique du congrès, il est nommé président du conseil national de l’UMP. Après la démission de Jean-François Copé de la présidence de l'UMP, le 15 juin 2014, Jean-Pierre Raffarin forme, avec Alain Juppé et François Fillon, un triumvirat dirigeant le parti jusqu'au congrès de novembre suivant, qui voit l'élection de Nicolas Sarkozy à la présidence de l'UMP par les militants
Le 12 septembre 2014, Jean-Pierre Raffarin se déclare de nouveau candidat à la présidence de la haute assemblée, fonction qu'il dispute à Gérard Larcher et Philippe Marini lors d'une primaire au sein du groupe des sénateurs UMP, après le renouvellement d'une partie du Sénat. Le 30 septembre, Gérard Larcher l'emporte avec 80 voix, contre 56 à Jean-Pierre Raffarin et 7 à Philippe Marini. Le 9 octobre 2014, Jean-Pierre Raffarin obtient néanmoins la présidence de la Commission des affaires étrangères du Sénat.
Il quitte sa fonction de président du conseil national des Républicains en février 2016 et soutient Alain Juppé en vue de la primaire présidentielle de novembre 2016.

### Retrait de la vie politique
Le 27 juin 2017, il annonce renoncer aux trois ans de mandat qu'il lui reste à accomplir, pour se consacrer à Leaders for Peace, une ONG pour « alerter sur les risques de guerre ». Il quitte la présidence de la commission des Affaires étrangères du Sénat le 11 juillet 2017 et démissionne de son mandat de sénateur le 4 octobre 2017.
Il rejoint, en août 2017, l'équipe de l'émission télévisée 19 h le dimanche, présentée par Laurent Delahousse sur France 2. Il n'est finalement pas renouvelé après la première émission.
Le 1er janvier 2018, il rejoint le conseil d'administration de la filiale chinoise du groupe Plastic Omnium, avec le rôle d'administrateur indépendant,
Il apporte son soutien à la liste de La République en marche aux élections européennes de 2019. La même année, il déclare ne pas avoir renouvelé sa cotisation à LR, et par conséquent quitter le parti. Il réaffirme son soutien au président Emmanuel Macron.

### Soutien à Emmanuel Macron
Le 2 mars 2022, il annonce soutenir Emmanuel Macron en vue de l'élection présidentielle. Il explique qu'il voit dans le parti Horizons d'Édouard Philippe, « un retour à une sorte de nouvelle UDF » et ajoute : « Je soutiendrai les efforts de mon ami Édouard Philippe, en qui j’ai toute confiance pour construire ce qu’a toujours été ma famille politique, c’est-à-dire un nouveau centre droit ».
En 2023, il fait partie des anciens Premiers ministres, dont le coût liés aux avantages en nature dont il peut bénéficier, est le plus élevé, avec 167 467 euros pour cette année.

## Liens avec la Chine

### Premiers rapprochements avec la république populaire de Chine

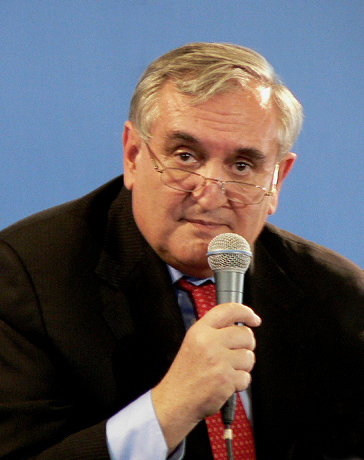
Jean-Pierre Raffarin en octobre 2005.

Jean-Pierre Raffarin a effectué de nombreux voyages en Chine, généralement de très courte durée. En 2003, il est l'un des seuls représentants politiques occidentaux à se déplacer dans le pays en pleine pandémie de SRAS, ce qui lui confère une certaine aura sur place et renforce ses liens auprès des autorités locales, le faisant baptiser par l'agence de presse officielle du régime « le vieil ami du peuple chinois ». Depuis, il organise de nombreux congrès et rencontres entre les deux pays, et est présent à chaque occasion collatérale importante. Il est plusieurs fois chargé de mission par Nicolas Sarkozy. François Hollande continuera à utiliser ses services, de même qu'Emmanuel Macron.
En 2011, il rédige avec son épouse Anne-Marie, Ce que la Chine nous a appris (Zhongguo de qishi), ouvrage qui n’est publié qu'en chinois - et dont il n'a pas pu surveiller la traduction, n'étant pas sinophone. Il s'agit d'un ouvrage à la gloire du régime, dans lequel il déclare « Les dirigeants chinois sont tous d'une grande qualité », voit dans l'École du Parti « l'ENA de la Chine », souligne l'utilité de l'absence d'opposition politique, et critique le Dalaï-Lama pour ses « objectifs séparatistes ». Il y salue l’efficacité de l’administration communiste et la rapidité avec laquelle elle exécute des grands travaux sans jamais évoquer, selon Philippe Grangereau de Libération, « des millions de déplacés qui ont dû quitter leur terre natale à cause des projets pharaoniques du Comité central ». Sa posture est d'après Grangereau, celle d'une « diplomatie d’allégeance ». Il en recueille les fruits en accompagnant régulièrement en Chine des délégations d’hommes d’affaires qui profitent de ses entrées.

### Représentant spécial du gouvernement français en Chine
Depuis janvier 2018, Jean-Pierre Raffarin est le représentant spécial du ministère des Affaires étrangères pour la Chine,.
Il coopère régulièrement avec la télévision nationale chinoise (CGTN), comme en octobre 2018, comme à l'occasion d'une série de documentaires de promotion de la Chine, où il fait devant des centaines de millions de téléspectateurs l'éloge de Xi Jinping et de son « leadership puissant, dans un grand pays où il faut naturellement de l'autorité pour gouverner plus de 1,4 milliard d'habitants ».
En Chine, Jean-Pierre Raffarin siège au « council of advisors » du forum de Bo’ao. Il siège aussi à l’« advisory council » du Belt & Road Forum for International Cooperation. Il est membre du conseil d'administration de la China Europe International Business School de Shanghai. Il est co-président de la Sino-International Entrepreneurs Federation et de l'International Capital Conference. Il est également président du colloque économique franco-chinois du Comité France-Chine et coprésident du Forum sino-européen des affaires. En septembre 2020, il participe à un symposium à Wenzhou organisé par la China Association for Science & Technology et promouvant les échanges de talents (scientifiques de haut niveau) vers la Chine.
Il collabore régulièrement avec le « Front uni » chinois (stratégie douce du Parti communiste chinois consistant à coopter des alliés pour diffuser sa vision du monde et servir ses intérêts), l’Association des anciens étudiants chinois à l’étranger (WRSA) et le groupe privé Weidong dont le patron — membre de l’Association de l’amitié chinoise à l’étranger, autre branche du Front uni — finance un prix pour « l’esprit de paix dans la petite enfance » pour l'ONG Leaders pour la paix de Jean-Pierre Raffarin. En décembre 2017, il participe au « dialogue de Pékin », organisé par le département de liaison international du comité central du Parti communiste chinois. Selon Le Monde, l'ancien Premier ministre multiplie les interventions louangeuses, notamment sur la politique du président Xi Jinping « au risque d’être accusé de faire le jeu du régime ».

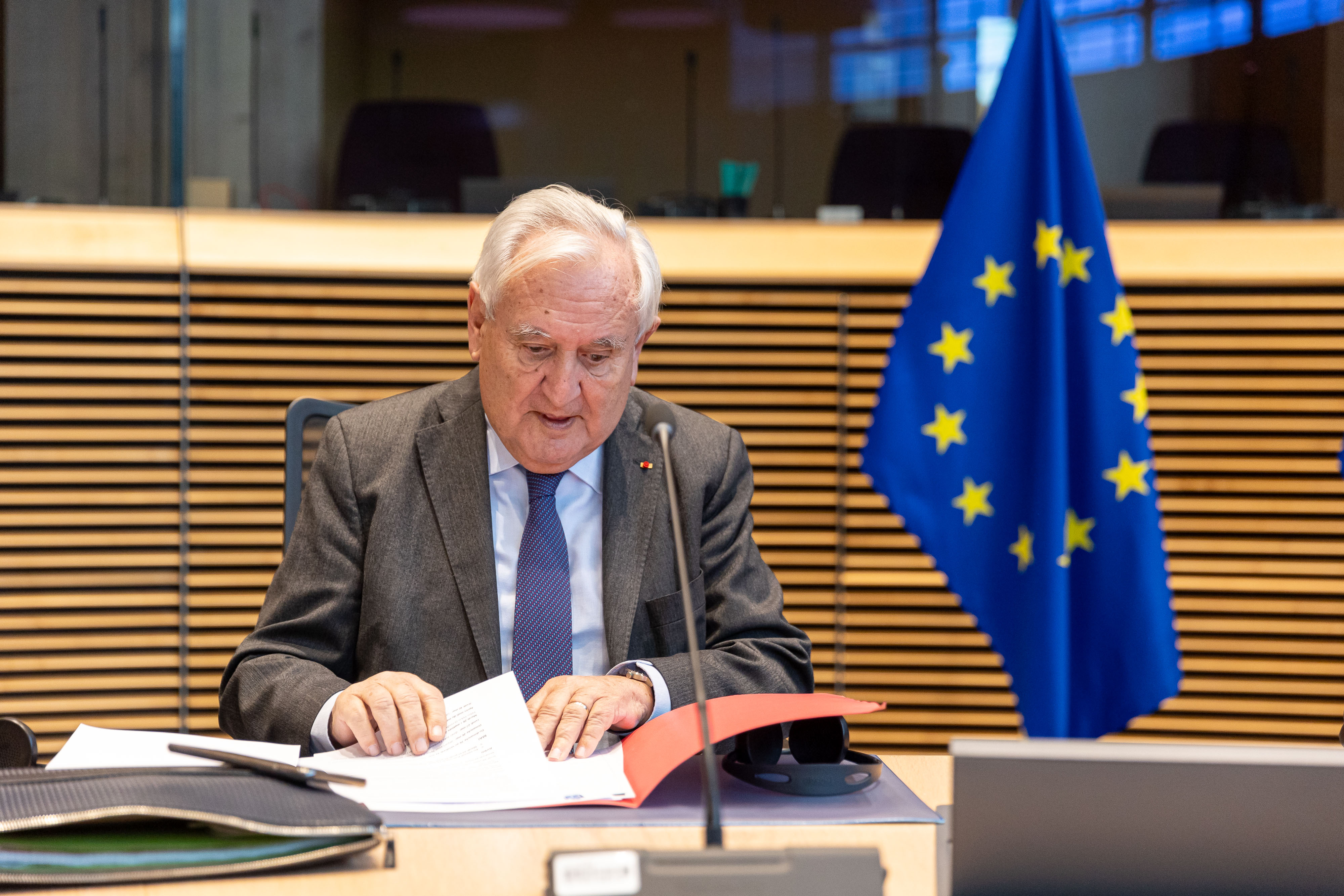
Jean-Pierre Raffarin en 2024 en tant que président de la fondation Prospective et innovation.

Jean-Pierre Raffarin a aussi recentré vers la Chine la fondation Prospective et innovation créée par l'ancien ministre René Monory et dont il a pris en 2005 la présidence, peu après son départ du gouvernement. Depuis 2006, la Fondation organise notamment au Futuroscope à Poitiers un forum annuel consacré à la Chine et aux grandes questions internationales. La fondation dispose d'un budget de 3,5 millions d'euros financé par une trentaine d'entreprises dont Carrefour, Kering, L'Oréal, LVMH qui, pour 15 000 euros par an, accèdent à ses colloques et à son réseau. La fondation reçoit également des dons de personnalités chinoises (85 000 euros de l'ancien ambassadeur Wu Jianmin, par exemple). 
Ses cours à la China Europe International Business School lui rapportaient 78 500 euros annuels quand il était sénateur. Depuis son retrait de la politique en 2017, il siège au conseil d’administration de quelques entreprises implantées en Chine – Pierre et Vacances, Plastic Omnium ou la société de gestion de fonds Idinvest Partners – pour environ 100 000 euros annuels.
Dans le cadre de la pandémie de maladie à coronavirus de 2019-2020, il signe le 24 février 2020 une tribune dans le Quotidien du peuple intitulée « Les atouts des institutions chinoises impressionnent ». Il écrit notamment : « J'ai été impressionné par les mesures fortes et efficaces et les capacités d'organisation et mobilisation du gouvernement chinois démontrées lors de la lutte contre le coronavirus, et qui représentent vraiment les atouts du système chinois ! » Plus loin, reprenant l'antienne du président Xi Jinping, il affirme que « la coopération bilatérale peut aider à établir une communauté de destin partagée ».
Pour ces bons services, Jean-Pierre Raffarin s'est vu remettre le 29 septembre 2019 devant 6 000 dignitaires chinois la plus haute distinction possible pour un étranger : la médaille de l'ordre de l'Amitié, des mains de Xi Jinping,. En date du 22 février 2023, seules dix personnalités politiques, dont Vladimir Poutine et Raul Castro, ont reçu cette distinction.
Cette frénésie sinophile[non neutre] de l'ex-premier ministre français semble avoir inquiété[évasif] la direction générale de la Sécurité intérieure, qui l'a convoqué à un « entretien de sensibilisation » à l'été 2018 du fait de sa fréquentation assidue d'hommes d'affaires chinois considérés par la DGSI comme des agents du Parti.

## Décorations
- Grand-croix de la Légion d'honneur (en 2022[54], grand officier en 2008, de droit en tant que Premier ministre ayant exercé ses fonctions pendant plus de deux années[55]).
- Grand-croix de l'ordre national du Mérite (en 2002, de droit en tant que Premier ministre ayant exercé ses fonctions pendant plus de six mois[56]).
- Grand médaille d'or de la Société d'encouragement au progrès (en 2019)[57]
- Officier de l'ordre national du Québec (en 2003)[58].
- Grand-croix de l'ordre de l'Étoile de Roumanie (en 2004).
- Collier de l'ordre de l'Amitié (Chine, en 2019)[53].

## Publications
- La Vie en jaune : sept jeunes giscardiens en Chine populaire (Dominique Bussereau, Jean-Pierre Raffarin, Henri Giscard d'Estaing et Nicolas Giscard d'Estaing, Marc-Philippe Daubresse, Pierre Simonet, Benoit Roger-Vasselin), Paris, Stock, 1977
- La Publicité, nerf de la communication, 1983
- L'Avenir a ses racines, Paris, Projet, 1986  (ISBN 978-2-905282-06-4)
- 92, nous sommes tous des régionaux, Paris, Projet, 1988  (ISBN 978-2-905282-31-6)
- Pour une morale de l'action, Paris, Hermé, 1992  (ISBN 978-2-86665-161-9)
- Le Livre de l'Atlantique, l'Arc atlantique, une idée qui gagne en Europe (sous la dir. de Jean-Pierre Raffarin), 1994  (ISBN 978-2-9508577-0-5)
- Notre contrat pour l'alternance (coécrit avec Dominique Perben, Jacques Barrot et Michel Barnier), 2001  (ISBN 978-2-259-19579-9)
- Pour une nouvelle gouvernance : l'humanisme en actions, 2002  (ISBN 978-2-84187-335-7)
- La France dans le bon sens (avec Jacques Blanc), 2003  (ISBN 978-2-268-04593-1)
- La France de mai, entretiens avec Éric Mandonnet, Paris, Grasset, 2003  (ISBN 978-2-246-64701-0)
- La Dernière Marche : Lettre à Nicolas Sarkozy, Paris, Grasset & Fasquelle, 2007  (ISBN 978-2-246-72121-5)
- avec Anne-Marie Raffarin, Zhongguo de qishi (Ce que la Chine nous a appris), Editions du savoir mondial, 2011, 79 pp.
- Je marcherai toujours à l'affectif, Paris, Flammarion, 2012
- Chine, le grand paradoxe (avec Claude Leblanc), Paris, Michel Lafon, 2019
- Choisir un chef, Michel Lafon, 2021
- Ne sortons pas de l'Histoire (avec Claude Leblanc), Paris, Michel Lafon, 2023